# Erebia shugnana
Erebia shugnana är en fjärilsart som beskrevs av Shchetkin 1971. Erebia shugnana ingår i släktet Erebia och familjen praktfjärilar. Inga underarter finns listade i Catalogue of Life.